# Teorico (fondo)
Il Theōrikón (in greco antico: τὰ θεωρικά?, tà theoriká) era, nell'Atene dell'antichità, il nome di un fondo statale utilizzato per elargizioni in denaro ai cittadini poveri per permettere loro di assistere a spettacoli pubblici in occasione delle feste.

## Storia
Secondo alcune antiche fonti il fondo sarebbe stato costituito nel V secolo a.C. probabilmente su proposta di Pericle: ciascun cittadino povero, nel corso di feste solenni, avrebbe ricevuto un sussidio di due oboli per ogni giornata di rappresentazione, perché potessero assistervi anche loro. Col tempo le elargizioni pubbliche divennero un'arma politica nelle mani dei demagoghi; il sussidio venne distribuito anche in occasione di feste senza spettacoli e portato poi a tre oboli da Agirrio nel 395 a.C.. Prelevato sui tributi degli alleati della Lega delio-attica, in un primo tempo fu amministrato dagli ellenotami, poi dai tamiai.
Nel sec. IV il Teorico prese il valore di un sussidio permanente e fu reso maggiore, come provvedimento di politica democratica. Gli avanzi di bilancio furono sistematicamente riservati per esso.
Verso il 350 a.C. Eubulo creò uno speciale collegio di dieci magistrati addetti al tesoro. Poiché nel IV secolo a.C. il Teorico era costituito con le eccedenze del bilancio statale, ridotto a scapito delle spese per gli armamenti, la sua gestione creò aspri contrasti tra i sostenitori del "partito della pace" che, guidati da Eubulo, volevano comunque mantenerlo in vita, e il partito antimacedone, guidato da Demostene, che riteneva che tali somme, piuttosto che per gli spettacoli e le feste, venissero devolute per la guerra imminente contro Filippo II di Macedonia. La I Filippica di Demostene è dedicata proprio a supporto di quest'ultima tesi. Nel 339 a.C. il Teorico fu sospeso da Demostene, il quale fece affluire le eccedenze di cassa nel fondo di guerra amministrato da un tamias. Il Teorico fu soppresso definitivamente al tempo dell'egemonia macedone (III secolo a.C.).